# 山北栄二郎
山北 栄二郎（やまきた えいじろう、1963年11月17日 - ）は、日本の実業家。株式会社JTB社長。福岡県出身。

## 来歴
福岡県立福岡高等学校を経て、1987年に早稲田大学第一文学部を卒業後、日本交通公社に入社。
営業や経営企画畑等を歩み、本社経営企画室等を経て、旅行事業本部グローバル戦略担当部長、JTB欧州代表、常務執行役員など、海外戦略を推進。
ツムラーレ・コーポレーション社長、トラベルプラザ・ヨーロッパ社長、クオニイ・トラベル・インベストメント会長など経営のトップを歴任し、2020年6月より現職。